# خورشیدگرفتگی ۲ سپتامبر ۲۰۵۴
خورشیدگرفتگی ۲ سپتامبر ۲۰۵۴ (به انگلیسی: Solar eclipse of September 2, 2054) یک خورشیدگرفتگی از نوع خورشیدگرفتگی جزئی است. این خورشیدگرفتگی در تاریخ ۲ سپتامبر ۲۰۵۴ میلادی (‎۱۱ شهریور ۱۴۳۳ خورشیدی) روی خواهد داد که زمان اوج آن، ساعت ۱:۰۹:۳۴ به‌وقت ساعت هماهنگ جهانی است.